# سفر المكابيين الثاني

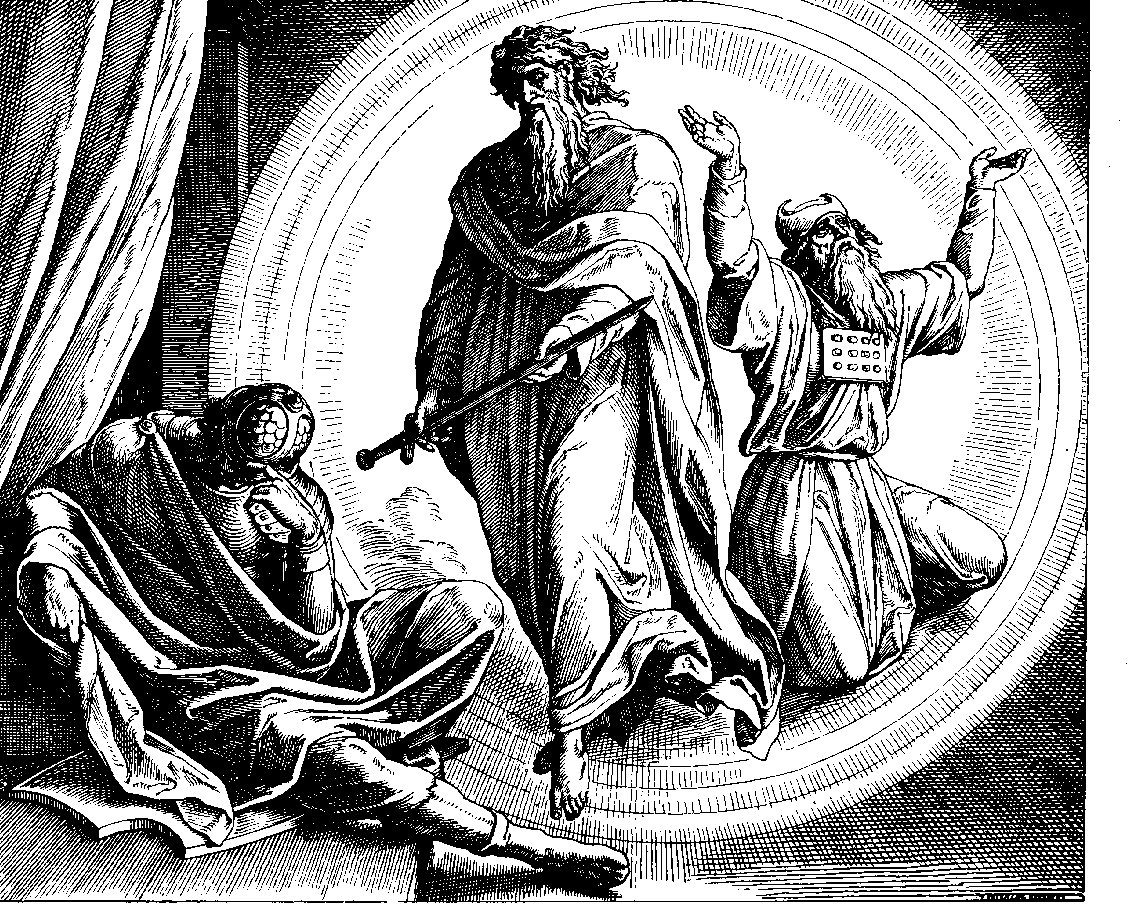

سفر المكابيين الثاني, أحد أسفار العهد القديم يروي سلالة المكابيون أو الحشمونيون. السفر ليس مكملاً للمكابيين الأول بل موازٍ له، يروي انتصارات يهوذا المكابي، وبه أحداث أكثر مما في المكابيين الأول. ولكنه أيضا من أهم المصادر التي تروي تاريخ الطائفة اليهودية في حقبة البطلميين والسلوقيين وهي حقبة الامبراطورية اليونانية.

## وصلات خارجية
- سفر المكابيين الاول
- سفر المكابيين الثالث